# Менандр (греческий ритор)
Мена́ндр (греч. Μένανδρος, лат. Menander) — греческий ритор второй половины III столетия н. э., из Лаодикеи, предполагаемый составитель двух важных для софистического красноречия сочинений «De encomiis» (лучшее изд. — Конрада Бурсиана), из которых в настоящее время ему принадлежащим считают только одно. 
Некоторые учёные считают арабского софиста Генетлия автором одной из частей сочинения «De encomiis»  Менандра.
Составил комментарий к «Προγυμνάσματα» Минукиана.
Разбор его речей Демосфена положил основание всем схолиям к произведениям этого оратора.